# 片岡村 (栃木県)
片岡村（かたおかむら）は栃木県の北部、塩谷郡に属していた村である。

## 地理
- 河川：荒川

## 歴史
- 1889年（明治22年）4月1日 - 町村制施行により、岡村、安沢村、越畑村、乙畑村、松島村、石関村、大槻村、玉田村、山苗代村が合併し塩谷郡片岡村が成立する。
- 1955年（昭和30年）
  - 1月1日 - 矢板町、泉村と合併して新しい矢板町となる。
  - 4月1日 - 旧片岡村松島が氏家町へ編入される。

## 行政
- 片岡村長

| 代 | 氏名       | 就任                       | 退任                       | 備考 |
| -- | ---------- | -------------------------- | -------------------------- | ---- |
| 1  | 富川精重   | 1889年（明治22年）5月6日   | 1890年（明治23年）9月20日  |      |
| 2  | 斎藤寿     | 1890年（明治23年）10月5日  | 1894年（明治27年）10月4日  |      |
| 3  | 渡辺諒一郎 | 1895年（明治28年）2月6日   | 1898年（明治31年）4月5日   |      |
| 4  | 渡辺市次郎 | 1898年（明治31年）4月25日  | 1906年（明治39年）10月22日 |      |
| 5  | 富川浩介   | 1906年（明治39年）12月21日 | 1910年（明治43年）8月30日  |      |
| 6  | 永井要平   | 1910年（明治43年）10月20日 | 1913年（大正2年）9月10日   |      |
| 7  | 和田次郎   | 1913年（大正2年）9月11日   | 1913年（大正2年）11月24日  |      |
| 8  | 永井孝一郎 | 1913年（大正2年）12月8日   | 1930年（昭和5年）3月15日   |      |
| 9  | 萩原京造   | 1930年（昭和5年）4月21日   | 1932年（昭和7年）12月21日  |      |
| 10 | 大谷金平   | 1932年（昭和7年）12月22日  | 1941年（昭和16年）2月16日  |      |
| 11 | 渡辺渡     | 1941年（昭和16年）2月25日  | 1945年（昭和20年）11月2日  |      |
| 12 | 阿美勝三郎 | 1945年（昭和20年）11月2日  | 1946年（昭和21年）12月5日  |      |
| 13 | 山田起三   | 1947年（昭和22年）4月5日   | 1951年（昭和26年）4月4日   |      |
| 14 | 羽吉甲子郎 | 1951年（昭和26年）4月23日  | 1954年（昭和29年）12月31日 |      |

出典:『栃木県町村合併誌 第三巻下』, p. 22-23

## 交通

### 鉄道
- 日本国有鉄道（現：東日本旅客鉄道）
  - 東北本線：片岡駅